# Данк Ґрей
Данк Ґрей (англ. Dunc Gray, 17 липня 1906 — 30 серпня 1996) — австралійський велогонщик.
Олімпійський чемпіон 1932 року в гіті на 1 км, бронзовий призер 1928 року в гіті на 1 км.
Переможець Ігор Співдружності 1934 (гіт на 1000 м), 1938 (спринт на 1000 м) років.